# Manifeste des 93

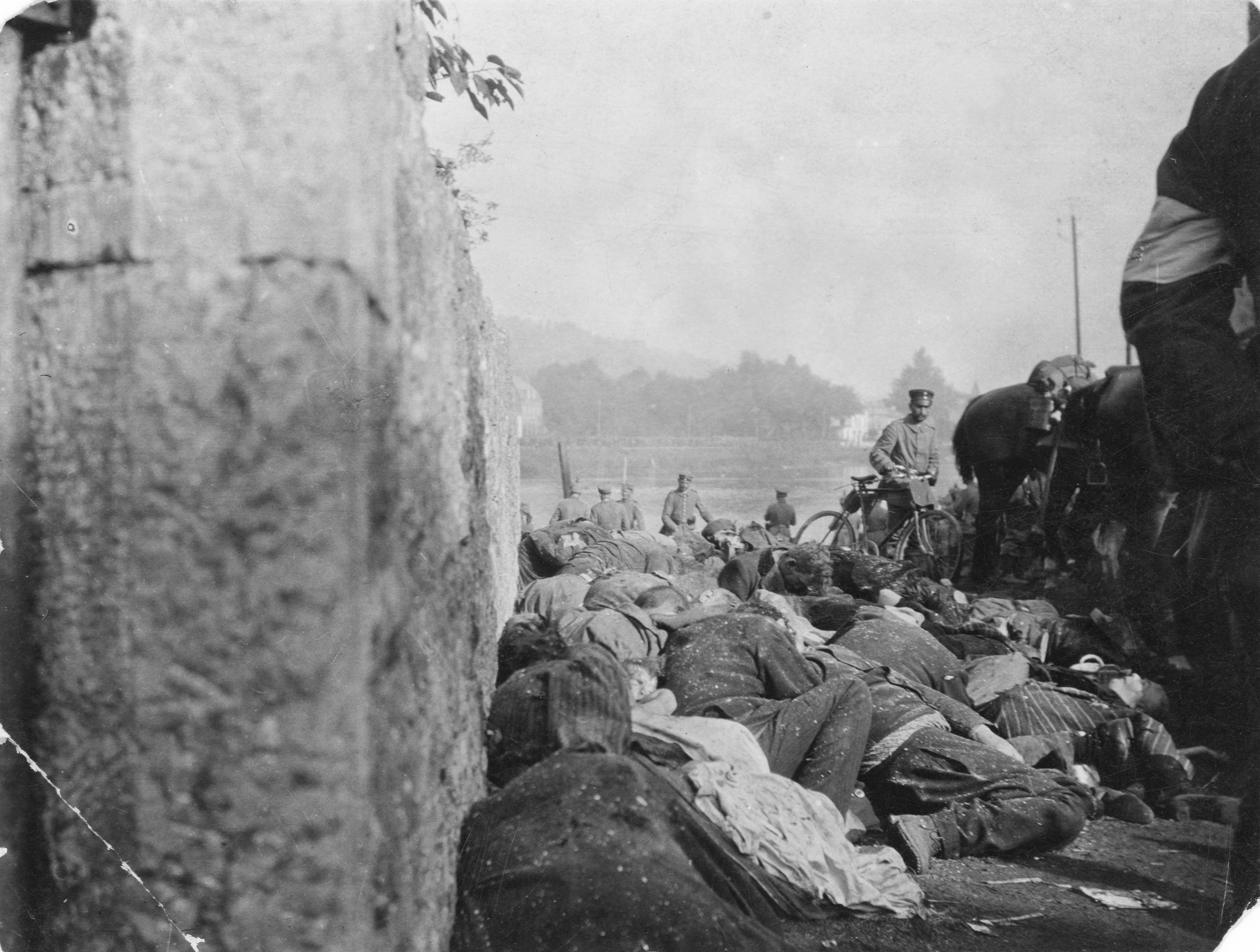
76 victimes civiles parmi les 674 exécutées lors du Sac de Dinant (la photographie des victimes du « mur Bourdon » a été prise par un soldat allemand).

Le Manifeste des 93 (également intitulé Appel des intellectuels allemands aux nations civilisées) est un document de propagande daté du 4 octobre 1914 qui fut publié en Allemagne sous le titre Aufruf an die Kulturwelt, An die Kulturwelt ! Ein Aufruf (et traduit en français dans La Revue Scientifique du 2e semestre 1914). Il exprime, au début de la Première Guerre mondiale, une réaction des intellectuels allemands aux accusations d'exactions — dommages collatéraux pourtant bien réels — portées contre l'armée allemande à la suite de l'invasion de la Belgique neutre.
Il fut signé par 93 intellectuels allemands (d'où son nom). On retrouve principalement dans cette liste des prix Nobel, des scientifiques, des philosophes, des artistes, des médecins et des enseignants de renommée internationale. 
Hermann Diels, secrétaire de l'Académie de Berlin, refusa sa signature.
En 1921, The New York Times publia le compte-rendu d'une enquête menée auprès de 73 signataires ayant survécu à cette guerre : 60 exprimèrent diverses formes de regrets et certains affirmèrent avoir signé sans même l'avoir lu.

## Contexte
Ce qui allait être la Première Guerre mondiale venait de commencer : la déclaration de guerre de l'Empire allemand à la France est effective le 3 août 1914. Le premier choc fut la rapide offensive allemande à travers la Belgique neutre, stoppée près de Paris lors de la première bataille de la Marne en septembre 1914.
La communauté internationale, qui s'était soulevée d'abord à cause de l'action d'envahir un pays neutre, s'est émue des atrocités allemandes commises en Belgique, qui étaient bien réelles : ce manifeste propagandiste fut rédigé pour démontrer au monde entier le soutien sans équivoque des intellectuels allemands au Kaiser Guillaume II, à la cause de l'Empire allemand et à l'armée allemande.
La destruction de la ville universitaire de Louvain a également suscité une consternation voire une indignation particulière dans les pays étrangers ; un fonds irremplaçable de livres et de manuscrits médiévaux de la bibliothèque universitaire de Louvain est parti en fumée. Les armées allemandes furent donc dépeintes, surtout dans les pays anglo-saxons, comme des barbares destructeurs de culture et des « Huns ».
La publication du manifeste a eu lieu dans tous les grands journaux d'Allemagne.
Le Figaro du 13 octobre 1914 publie le manifeste en indiquant : « C'est mieux qu'un document. C'est un monument de mensonge et d'hypocrisie qu'il faut conserver ».

## Contenu

### Texte
« Appel au monde civilisé

En qualité de représentants de la science et de l'art allemands, nous, soussignés, protestons solennellement devant le monde civilisé contre les mensonges et les calomnies dont nos ennemis tentent de salir la juste et noble cause de l'Allemagne dans la terrible lutte qui nous a été imposée et qui ne menace rien de moins que notre existence. La marche des événements s'est chargée de réfuter cette propagande mensongère qui n'annonçait que des défaites allemandes. Mais on n'en travaille qu'avec plus d'ardeur à dénaturer la vérité et à nous rendre odieux. C'est contre ces machinations que nous protestons à haute voix : et cette voix est la voix de la vérité.
Il n'est pas vrai que l'Allemagne ait provoqué cette guerre. Ni le peuple, ni le Gouvernement, ni l'empereur allemand ne l'ont voulue. Jusqu'au dernier moment, jusqu'aux limites du possible, l'Allemagne a lutté pour le maintien de la paix. Le monde entier n'a qu'à juger d'après les preuves que lui fournissent les documents authentiques. Maintes fois pendant son règne de vingt-six ans, Guillaume II a sauvegardé la paix, fait que maintes fois nos ennemis mêmes ont reconnu. Ils oublient que cet Empereur, qu'ils osent comparer à Attila, a été pendant de longues années l'objet de leurs railleries provoquées par son amour inébranlable de la paix. Ce n'est qu'au moment où il fut menacé d'abord et attaqué ensuite par trois grandes puissances en embuscade, que notre peuple s'est levé comme un seul homme.
Il n'est pas vrai que nous avons violé criminellement la neutralité de la Belgique. Nous avons la preuve irrécusable que la France et l'Angleterre, sûres de la connivence de la Belgique, étaient résolues à violer elles-mêmes cette neutralité. De la part de notre patrie, c'eût été commettre un suicide que de ne pas prendre les devants.
Il n'est pas vrai que nos soldats aient porté atteinte à la vie ou aux biens d'un seul citoyen belge sans y avoir été forcés par la dure nécessité d'une défense légitime. Car, en dépit de nos avertissements, la population n'a cessé de tirer traîtreusement sur nos troupes, a mutilé des blessés et égorgé des médecins dans l'exercice de leur profession charitable. On ne saurait commettre d'infamie plus grande que de passer sous silence les atrocités de ces assassins et d'imputer à crime aux Allemands la juste punition qu'ils se sont vus forcés d'infliger à des bandits.
Il n'est pas vrai que nos troupes aient brutalement détruit Louvain. Perfidement assaillies dans leurs cantonnements par une population en fureur, elles ont dû, bien à contrecœur, user de représailles et canonner une partie de la ville. La plus grande partie de Louvain est restée intacte. Le célèbre hôtel de ville est entièrement conservé : au péril de leur vie, nos soldats l'ont protégé contre les flammes. Si dans cette guerre terrible, des œuvres d'art ont été détruites ou l'étaient un jour, voilà ce que tout Allemand déplorera sincèrement. Tout en contestant d'être inférieur à aucune autre nation dans notre amour de l'art, nous refusons énergiquement d'acheter la conservation d'une œuvre d'art au prix d'une défaite de nos armes.
Il n'est pas vrai que nous fassions la guerre au mépris du droit des gens. Nos soldats ne commettent ni actes d'indiscipline ni cruautés. En revanche, dans l'Est de notre patrie la terre boit le sang des femmes et des enfants massacrés par les hordes russes, et sur les champs de bataille de l'Ouest les projectiles dum-dum de nos adversaires déchirent les poitrines de nos braves soldats. Ceux qui s'allient aux Russes et aux Serbes, et qui ne craignent pas d'exciter des mongols et des nègres contre la race blanche, offrant ainsi au monde civilisé le spectacle le plus honteux qu'on puisse imaginer, sont certainement les derniers qui aient le droit de prétendre au rôle de défenseurs de la civilisation européenne.
Il n'est pas vrai que la lutte contre ce que l'on appelle notre militarisme ne soit pas dirigée contre notre culture, comme le prétendent nos hypocrites ennemis. Sans notre militarisme, notre civilisation serait anéantie depuis longtemps. C'est pour la protéger que ce militarisme est né dans notre pays, exposé comme nul autre à des invasions qui se sont renouvelées de siècle en siècle. L'armée allemande et le peuple allemand ne font qu'un. C'est dans ce sentiment d'union que fraternisent aujourd'hui 70 millions d'Allemands sans distinction de culture, de classe ni de parti.
Le mensonge est l'arme empoisonnée que nous ne pouvons arracher des mains de nos ennemis. Nous ne pouvons que déclarer — à haute voix devant le monde entier — qu'ils rendent faux témoignage contre nous. À vous qui nous connaissez et avez été, comme nous, les gardiens des biens les plus précieux de l'humanité, nous crions :

Croyez-nous ! Croyez que dans cette lutte nous irons jusqu'au bout en peuple civilisé, en peuple auquel l'héritage d'un Goethe, d'un Beethoven et d'un Kant est aussi sacré que son sol et son foyer. Nous vous en répondons sur notre nom et sur notre honneur. »
— [93 signataires], le 4 octobre 1914.

### Liste des 93 signataires
Albert Einstein, qui avait été l'un des trois seuls savants allemands à signer une pétition pour la paix en 1913, refusa énergiquement de signer ce manifeste qu'il qualifia de « capitulation de l'indépendance intellectuelle allemande ».
1. Adolf von Baeyer
2. Peter Behrens
3. Emil von Behring
4. Wilhelm von Bode
5. Aloïs Brandl
6. Lujo Brentano
7. Justus Brinckmann (de)
8. Johannes Conrad
9. Franz Defregger
10. Richard Dehmel
11. Adolf Deissmann
12. Wilhelm Dörpfeld
13. Friedrich von Duhn
14. Paul Ehrlich
15. Albert Ehrhard
16. Carl Engler
17. Gerhard Esser
18. Rudolf Christoph Eucken
19. Herbert Eulenberg
20. Heinrich Finke
21. Hermann Emil Fischer
22. Wilhelm Foerster
23. Ludwig Fulda
24. Eduard Gebhardt
25. Jan Jakob Maria de Groot (en)
26. Fritz Haber
27. Ernst Haeckel
28. Max Halbe (de)
29. Gustav-Adolf von Harnack
30. Gerhart Hauptmann
31. Carl Hauptmann
32. Gustav Hellmann
33. Wilhelm Herrmann
34. Andreas Heusler (de)
35. Adolf von Hildebrand
36. Ludwig Hoffmann
37. Engelbert Humperdinck
38. Leopold von Kalckreuth
39. Arthur Kampf
40. Friedrich August von Kaulbach
41. Theodor Kipp (de)
42. Felix Klein
43. Max Klinger
44. Aloïs Knoepfler (de)
45. Anton Koch (de)
46. Paul Laband
47. Karl Lamprecht
48. Philipp Lenard
49. Maximilian Lenz
50. Max Liebermann
51. Franz von Liszt
52. Ludwig Manzel
53. Joseph Mausbach (de)
54. Georg von Mayr (de)
55. Sebastian Merkle
56. Eduard Meyer
57. Heinrich Morf (de)
58. Friedrich Naumann
59. Albert Neisser
60. Walther Hermann Nernst
61. Wilhelm Ostwald
62. Bruno Paul
63. Max Planck
64. Albert Plehn (de)
65. Georg Reicke (de)
66. Max Reinhardt
67. Alois Riehl
68. Carl Robert
69. Wilhelm Roentgen
70. Max Rubner
71. Fritz Schaper
72. Adolf von Schlatter
73. August Schmidlin (de)
74. Gustav von Schmoller
75. Reinhold Seeberg
76. Martin Spahn
77. Franz von Stuck
78. Hermann Sudermann
79. Hans Thoma
80. Wilhelm Trübner
81. Karl Vollmöller
82. Richard Voss
83. Karl Vossler
84. Siegfried Wagner
85. Heinrich Wilhelm Waldeyer
86. August von Wassermann
87. Felix Weingartner
88. Theodor Wiegand
89. Wilhelm Wien
90. Ulrich von Wilamowitz-Moellendorff
91. Richard Willstätter
92. Wilhelm Windelband
93. Wilhelm Wundt

## Origine du texte
Le 10 septembre 1914, l'industriel Erich Buchwald demande à l'écrivain Hermann Sudermann de réagir à ce qu'il considère être des diffamations d'origine étrangère pour les nombreuses exactions commises par des militaires allemands contre la population civile belge lors du viol de la Belgique.
En réaction à ces accusations alliées, d'éminents publicistes et intellectuels allemands décidèrent de rédiger un manifeste dans lequel les accusations étaient présentées comme injustifiées et les mesures allemandes comme de l'autodéfense en légitime défense. La teneur du manifeste reflète l'atmosphère d'excitation nationaliste de l'Augusterlebnis (de) (en français : « expérience d'août »). Outre divers scientifiques et écrivains, des représentants du ministère des Affaires étrangères, le chef du bureau des renseignements de l' office du Reich à la Marine Heinrich Löhlein (de) et d'autres personnalités proches du monde politique participèrent à sa préparation. Ludwig Fulda rédigea finalement le manifeste en s'inspirant, sur le plan linguistique, des 95 thèses de Martin Luther.
Depuis le 19 septembre 1914, les initiateurs recherchaient personnellement et par télégramme des soutiens. L'éventail des signataires était très large. Des pacifistes confirmés comme Albert Einstein, Friedrich Wilhelm Foerster (fils de Wilhelm Foerster) ou Hermann Hesse n'ont pas été sollicités. Beaucoup de signataires, surtout des membres de la Goethe-Bund, auraient signé sans connaître le texte. Ainsi, Lujo Brentano s'est très vite distancié publiquement de l'appel, en indiquant qu'il n'avait pas connaissance du texte au moment de donner son accord. Même Max Planck fit valoir plus tard sa distanciation, mais avait également signé la déclaration des professeurs d'université environ deux semaines plus tard (comme par exemple Otto Hahn).

## Initiatives semblables
En septembre 1914, des historiens d'Oxford signent Why we are at war.
En octobre 1914, vingt-deux recteurs d'universités allemandes signent un manifeste dénonçant les accusations portées contre l'Allemagne. Un autre manifeste est signé par 3 016 professeurs d'université et d’écoles supérieures, avec publication le 23 octobre 1914. La radicalité de ce dernier manifeste dépasse celui des 93. Waldeyer fonde le Kulturband à Berlin.
C'est le 20 juin 1915 qu'est signée, à l'initiative de Reinhold Seeberg, la Pétition des intellectuels (par 352 professeurs de l'enseignement supérieur Seeberg-Adresse).

## Échos et effets
Le 21 octobre 1914, le New York Times publie Réponse aux professeurs allemands, réponse signée par 120 professeurs britanniques.
En France, le manifeste des 93 incita le ministère des Affaires étrangères à créer un service de la Propagande.
Dans l'élan de l'appel, plusieurs signataires allemands rejoignent le cercle politique de la Société Allemande de 1914.
Les dirigeants français de la ligue du libre-échange, Yves Guyot notamment, polémiquèrent via la presse suisse avec un Allemand signataire, Lujo Brentano, jusqu'en décembre 1914.
On lira dans le mémoire de Marie-Ève Chagnon la réaction des diverses Académies de France : fallait-il exclure les membres correspondants étrangers signataires de ce manifeste ? Les signataires, au fond, s'étaient prononcés à titre individuel ; fallait-il qu'une institution leur répondît ? L'Académie des sciences fut la plus hésitante.

Affiche Destroy This Mad Brute – Enlist, affiche américaine de 1917 qui dépeint l'Allemagne comme une bête féroce. Sur la matraque est inscrit le mot « Kultur », en référence au Manifeste des 93.

En décembre 1918, le premier ministre français Georges Clemenceau a qualifié le Manifeste des 93 de pire crime de guerre allemand, pire que les dévastations de la France et les déportations de civils.